# Fitz John Porter
Fitz John Porter (Portsmouth, 31 de agosto de 1822 – Morristown, 21 de mayo de 1901) (también conocido como FitzJohn Porter) fue un oficial del Ejército de los Estados Unidos y general del Ejército de la Unión durante la guerra civil estadounidense.

## Vida
Porter nació en  Portsmouth, New Hampshire, en el seno de una familia con destacada tradición naval; sus primos eran William D. Porter, David Dixon Porter, y David G. Farragut. A pesar de ello, se enrola y hace carrera en el ejército. Se gradúa en la Academia Militar West Point de los Estados Unidos en 1845 y es asignado al 4.º de artillería. Sirvió en la Intervención estadounidense en México, y fue ascendido a capitán por méritos en combate en la batalla de Molino del Rey. Es herido en la batalla de Chapultepec, tras lo que recibe de nuevo un ascenso, a mayor.

### En la Guerra Civil
Tras el estallido de la guerra civil, se convierte en jefe del estado mayor conjunto y general asistente adjunto para el departamento de Pensilvania, aunque pronto es objeto de una nueva promoción, en esta ocasión a coronel en el 15.º Regimiento de Infantería el 14 de mayo de 1861, y tres días después, a brigadier general. Recibe el mando de una división en el recién formado Ejército del Potomac, bajo el liderazgo del mayor general George B. McClellan el 28 de agosto. Esta relación con el pronto controvertido McClellan supondría un desastre para la carrera militar de Porter.
Comandó su división al comienzo de la  campaña peninsular, y entra en acción en el asedio de Yorktown. Después de que McClellan crease dos nuevos cuerpos provisionales, se pone al mando del V Cuerpo. Durante la siete días y especialmente en la batalla de Gaines' Mill hace gala de un excelente talento en la planificación y mando en las batallas defensivas, y juega un importante rol en la batalla de Malvern Hill. Por su exitosa actuación en la península, lo ascienden a mayor general el 4 de julio de 1862.
El V Cuerpo, bajo el mando de Porter, fue enviado para reforzar al mayor general John Pope en la Campaña del Norte de Virginia, reasignación por la que mostró públicamente su desacuerdo, criticando la personalidad de Pope. Durante la segunda batalla de Bull Run, el 29 de agosto de 1862, se le ordena atacar el flanco y la retaguardia de la columna mandada por el mayor general Thomas Jonathan "Stonewall" Jackson, del Ejército de Virginia del Norte.
Recibió un mensaje de Pope ordenándole atacar el flanco derecho de los confederados, suponiendo Pope que Jackson se encontraba en Stony Ridge, pero a su vez, que mantuviera contacto con la división "vecina", bajo el mando del mayor general John F. Reynolds, provocando un conflicto entre ambas órdenes que no podía ser resuelto. Pope, que aparentemente desconocía la llegada de la columna del mayor general confederado James Longstreet a la batalla, y que su plan de ataque sobre la posición de Jackson habría resultado suicida, al chocar directamente con la fuerza principal de Longstreet. Porter optó por no atacar, basándose en los informes de inteligencia que había recibido, acerca de la llegada y situación de las fuerzas de Longstreet. Pope, enfurecido, acusó a Porter de insubordinación.
Porter continuó al mando de su V Cuerpo en la campaña de Maryland, sirviendo como fuerzas de reserva en la batalla de Antietam, donde pronunció la célebre frase "Recuerde, General, que yo comando la última reserva del último ejército de la Unión". McClellan aceptó su consejo y sus tropas no intervinieron, temiendo un contraataque de Lee en una batalla que podía haber sido ganada de haber usado sus fuerzas de reserva con más agresividad.
El 25 de noviembre, Porter es arrestado y se le abre un consejo de guerra por sus acciones en la  segunda batalla de Bull Run. Por entonces, el general McClellan había sido relevado de su puesto por el presidente Abraham Lincoln, y no pudo proporcionar apoyo político a su "protegido". En realidad, la relación de Porter con un McClellan que había caído en desgracia, y el hecho de que hubiera criticado abiertamente a Pope, influyeron de forma significativa en su procesamiento por la corte marcial. Los integrantes de la corte fueron designados por el Secretario de Guerra Edwin M. Stanton, que detestaba a McClellan, y muchos de ellos fueron objeto de promoción después de dictar el veredicto. Porter fue encontrado culpable el 10 de enero de 1863 de desobediencia y mala conducta en el desarrollo del mando,  y fue dado de baja del ejército el 21 de enero de 1863.

### Reivindicación tras la guerra
Porter pasó el resto de su vida luchando contra este dictamen. En 1878, una comisión especial bajo el mando del general John M. Schofield exonera a Porter, al considerar que su decisión de no atacar las fuerzas de Longstreet probablemente salvara al ejército de Virginia de la que hubiera sido una derrota aún mayor, en la segunda batalla de Bull Run.
Ocho años más tarde, el presidente Chester A. Arthur anuló la condena contra Porter y un decreto especial del Congreso de los Estados Unidos restauró su rango de Coronel de Infantería en el Ejército de los Estados Unidos, que le había sido concedido previamente, el 14 de mayo de 1861, aunque no se le otorga ninguna indemnización. Dos días más tarde, el 7 de agosto de 1886 se licencia de nuevo del ejército, a petición propia.
Después de la guerra, Porter se involucra en proyectos menores de construcción y comercio. Sirvió como comisario municipal de obras públicas en Nueva York, Comisionado del Departamento de Policía y  del Departamento de Bomberos, todo ello en Nueva York. Falleció en Morristown, Nueva Jersey y está enterrado en el Cementerio de Green-Wood en Brooklyn, Nueva York.

## Homenajes
En 1904, una estatua en memoria Porter diseñada por James E. Kelly fue instalada en el Haven Park de Portsmouth, Nuevo Hampshire, ciudad donde naciera en 1822.
Durante la Segunda Guerra Mundial, un barco de la clase Liberty fue llamado en su honor, el S.S. FitzJohn Porter.